# マルティヌス・フェルトマン
マルティヌス・フェルトマン（またはヴェルトマン）（Martinus J.G. Veltman、1931年6月27日 - 2021年1月4日 ）は、オランダの物理学者である。1999年 電弱相互作用の量子構造の解明によりゲラルド・トフーフトとノーベル物理学賞を受賞した。

## 生涯
1960年代を通じ場の量子論の研究を行った。1971年ユトレヒト大学で大学院生だったトフーフトにヤン＝ミルズ理論の繰り込みに関するテーマを与えて、この分野の長年の課題を解決して注目を集めた。その後、トフーフトと離れて、アメリカのミシガン大学へ移った。
1963-64 年の米SLAC国立加速器研究所滞在中にSchoonschip (オランダ語 で「きれいな船 (clean ship)」の意) という名前のソフトウェアを開発した。これは数学における方程式に対して記号的な操作を行うものであり、数式処理ソフトウェアとしては最初期のものであると考えられている。
2021年1月4日月曜日、89歳で死去。

## 受賞歴
- 1993年 - 高エネルギー・素粒子物理学賞
- 1996年 - ICTPのディラック・メダル
- 1999年 - ノーベル物理学賞